# Futbolista Amateur del Año en Chile
El Círculo de Periodistas Deportivos de Chile (CPD), originalmente Círculo de Cronistas Deportivos de Chile, elige año a año de cada federación deportiva al mejor deportista, quien recibe el "Cóndor de Bronce".
Entre los deportes premiados está el fútbol, tanto en el campo amateur, como profesional, en sus ramas masculina y femenina. 

## Lista de ganadores
| Año  | Jugador             | Club                 |
| ---- | ------------------- | -------------------- |
| 1957 | Luis Hernán Álvarez | Selección de Curicó  |
| 1993 | Cristopher Severino | Quintero Unido       |
| 1995 | Cristian Olivares   | Magallanes           |
| 2008 | Matías Donoso       | Unión Temuco         |
| 2009 | Óscar Salinas       | Unión Temuco         |
| 2010 | Bryan Castillo      | Trasandino           |
| 2011 | Patricio Rubio      | Barnechea            |
| 2012 | Víctor Morales      | Trasandino           |
| 2013 | Adolfo Núñez        | Colchagua            |
| 2014 | Carlos Pérez        | Colchagua            |
| 2015 | Carlos Julio        | Deportes Vallenar    |
| 2016 | Nicolás Astete      | Deportes Recoleta    |
| 2017 | Gonzalo Tapia       | Real San Joaquín     |
| 2018 | Roberto Riveros     | Rodelindo Román      |
| 2019 | Julio Castro        | Deportes Linares     |
| 2020 | No fue entregado    |                      |
| 2021 | Lucas Astorga       | Quinta Normal Unido  |
| 2022 | Luis Silva          | Deportes Colina      |
| 2023 | Sebastián Torres    | Tricolor de Paine    |
| 2024 | Eduardo Peñailillo  | Provincial Talagante |